# Mus orangiae
Mus orangiae es una especie de roedor de la familia Muridae.

## Distribución geográfica
Se encuentra en Lesoto y Sudáfrica.

## Hábitat
Su hábitat natural son: clima tropical o subtropical, de gran altitud, pastos, la tierra de cultivo, y praderas. 